# Эйприл О’Нил
Э́йприл О’Нил (англ. April O’Neil) — одна из ключевых героев франшизы «Черепашки-ниндзя», созданная Кевином Истменом и Питером Лэрдом. Эйприл стала первым другом и союзником черепашек среди людей. Также является возлюбленной Кейси Джонса.
Первое появление Эйприл состоялось в комиксах Mirage в 1984 году, где она была представлена как программист. Впоследствии изображалась как: репортёр новостей в мультсериале 1987 года и девушка-воин в комиксе Teenage Mutant Ninja Turtles Adventures издательства Archie Comics.
Героиня появилась во многих адаптациях комиксов на экране. Впервые её озвучила Рене Джейкобс в мультсериале 1987 года. Вероника Тейлор подарила Эйприл голос в мультсериале 2003 года, Сара Мишель Геллар — в полнометражном мультфильме 2007 года, Мэй Уитман — в мультсериале 2012 года, а Катерина Грэм — в сериале 2018 года. В фильме 1990 роль Эйприл исполнила Джудит Хоаг, а в продолжениях 1991 и 1993 годов её заменила Пейдж Турко. Меган Фокс сыграла Эйприл в фильмах-перезапусках 2014 и 2016 годов.

## Биография

### Mirage Comics
В оригинальной сюжетной линии Mirage Comics Эйприл О’Нил была опытным программистом и помощницей известного учёного Бакстера Стокмана. Долгое время она помогала программировать его роботов маузеров, но, обнаружив, что Бакстер использует их для проникновения в банковские хранилища, сбежала из его лаборатории. Роботы преследовали её в канализации, где её спасли мутировавшие черепахи. Позже черепашки успешно отразили вторжение маузеров.
Оставив работу на Стокмана, Эйприл решила открыть антикварный магазин. Впоследствии магазин был разрушен в битве между черепашками, Шреддером и кланом Фут. После сражения Эйприл и черепашки переехали в фермерский дом бабушки Кейси Джонса, находящийся в Нортгемптоне, штате Массачусетс, чтобы залечить раны. В этот период её преследовали кошмары о нападении клана Фут. В середине 1990-х у Эйприл и Кейси завязались отношения, в ходе которых они вырастили Шэдоу, дочку покойной жены Кейси Габриэль, как свою собственную.
Во 2 томе Эйприл подверглась нападению огромного робота, управляемого мозгом её бывшего босса Бакстера Стокмана, который ввёл в её организм наноботов. С помощью утромов черепашки ввели Эйприл собственные версии нанороботов, чтобы помешать плану Бакстера. Вмешательство спасло Эйприл до того, как наноботы Бакстера смогли добраться до ствола её мозга и убить её. В результате этого нападения Эйприл потеряла возможность иметь детей. Чтобы справиться с эмоциональным напряжением, она стала женской версией «Никто», борца с преступностью, пока её личность не была раскрыта Кейси. С помощью Ренет, путешественницы во времени, которая перенесла Эйприл в прошлое, выяснилось, что Эйприл на самом деле была живым рисунком, оживлённым с помощью кристалла Кирби. Её нарисовал её отец до того, как родилась его собственная биологическая дочь Робин О’Нил. Несмотря на исчезновение всех предыдущих рисунков Кирби, отец Эйприл использовал ручку, что объясняет, почему та дожила до тридцати, не исчезнув. В попытке переосмыслить свою жизнь, она попрощалась с Кейси и Шэдоу и отправилась на Аляску. Хотя поездка помогла Эйприл справиться со своими внутренними демонами и позволила ей вернуться в Нью-Йорк, в связи с прекращением публикации 4 тома история не была закончена.
Версия Эйприл от Mirage Studios обладает тёмно-каштановыми / чёрными волосами (хотя на ранних цветных обложках 1 тома они были рыжими / светло-коричневыми). Большинство последующих воплощений Эйприл — рыжеволосые. В переиздании первого выпуска в сентябре 1985 года художник Райан Браун изображает Эйприл в виде воина-ниндзя с катаной.

### Archie Comics
В серии Teenage Mutant Ninja Turtles Adventures от Archie Comics, Эйприл первоначально изображалась как точная копия версии 1987 года, однако впоследствии, благодаря тренировкам со Сплинтером она стала квалифицированной куноити. Из-за частых приключений с черепахами она потеряла работу на 6 канале и стала внештатным репортёром.
В Archie Special 1994 года Эйприл превратилась в черепашку. Это сделало её первой официальной женщиной-черепахой, представленной в сериале, за три года до дебюта Венеры Милосской. Кроме того, Archie выпустили 2 минисерии об Эйприл О’Нил, состоящие из трёх частей.

### Dreamwave Productions
Teenage Mutant Ninja Turtles #2 от Dreamwave Productions (основанный на мультсериале 2003 года) был полностью посвящен Эйприл. В нём раскрывается, что родители Эйприл заставили её заняться научной карьерой, несмотря на то, что она интересовалась журналистикой.

### IDW Comics
В серии Teenage Mutant Ninja Turtles, выпущенной IDW Publishing, Эйприл представлена как способная студентка, стажирующаяся в генетической лаборатории Бакстера Стокмана «Stock Gen», где раньше работал её отец, прежде чем  был парализован в результате инсульта. Именно там она впервые встретила черепашек и Сплинтера (на тот момент обычных лабораторных животных, подвергнутых воздействию сыворотки, повышающей интеллект) и была той, кто дал им имена. Впоследствии Эйприл едва не стала жертвой убийства во время ночного проникновения группы ниндзя из клана Фут, которые украли черепашек вместе с несколькими образцами секретных проектов Стокмана. Покушение на её жизнь настолько потрясло Эйприл, что она начала брать уроки самообороны у своего однокурсника Кейси Джонса, который позже познакомил её с уже мутировавшими черепахами и Сплинтером. Впоследствии Эйприл помогает черепашек в их приключениях, в ходе которых расследует тайные операции Стокмана. Она и Кейси начинают встречаться, однако сомнения Кейси в своей способности защитить близких в конечном итоге приводят их к расставанию.

## Телевидение

### Мультсериал 1987 года

Эйприл О’Нил в мультсериале «Черепашки-ниндзя» 1987 года.

В мультсериале 1987 года Эйприл Харриет О’Нил, озвученная Рене Джейкобс, была представлена как репортёр новостей с 6-го канала. Из-за волевого характера Эйприл и преданности любимому делу её мнение часто шло вразрез со взглядами Бёрна Томпсона, её начальника. Также она неоднократно конфликтовала с Верноном Фенвиком, оператором, чьё эго и трусость наталкивало его на обвинение Эйприл при любых обстоятельствах непреодолимой силы. Эйприл была лучшей подругой Ирмы Лангинштейн, администратора 6-го канала. Несколько раз ей приходилось переезжать из-за различных несчастных случаев, связанных с черепашками.
В начале мультсериала Эйприл вела репортаж о кражах высокотехнологичного оборудования, в ходе которого на неё напала банда уличных панков. Она скрылась от преследователей в канализации, где познакомилась с черепашками-ниндзя. Очнувшись в их логове после потери сознания, Эйприл узнала историю их происхождения. Первоначально она сочла их ответственными за кражу оборудования, однако черепашки согласились помочь ей найти истинных виновников в обмен на её молчание об их существовании. Впоследствии Эйприл стала их основным связующим звеном со внешним миром, поскольку необычный внешний вид мутантов не позволял им передвигаться по городу без какой-либо маскировки. Для связи с черепашками она использовала передатчик, устройство, которое функционировало как система двусторонней аудио-видео связи.
Дружба Эйприл с черепашками позволила ей делать эксклюзивные кадры во время столкновений со Шреддером, однако, несмотря на знание подробностей их жизни, она старалась не упоминать о мутантах в своих репортажах. Эйприл выступала защитницей их авторитета, несмотря на мнение Бёрна Томпсона о том, что черепахи представляют угрозу для города, и в большинстве эпизодов обычно показывалось, как она пыталась убедить Бёрна и жителей Нью-Йорка в том, что черепахи не являются преступниками. Эйприл неоднократно выступала девой в беде, будучи захваченной Шреддером, который использовал её в качестве приманки, чтобы выманить черепах из укрытия и уничтожить их.
В полнометражном мультфильме «Черепашки навсегда» Эйприл из мультсериала 1987 года озвучила Ребекка Солер.

### Мультсериал 2003 года

Эйприл О’Нил в мультсериале «Черепашки-ниндзя» 2003 года.

В мультсериале «Черепашки-ниндзя» 2003 года Эйприл озвучила Вероника Тейлор. По аналогии с её предысторией в Mirage Comics, Эйприл была помощницей Басктера Стокмана, которая помогала ему программировать маузеров. Когда Эйприл узнала, что тот использовал их для ограблений, Стокман попытался убить свою ассистентку, натравив на неё маузеров. Эйприл скрылась в канализации, где столкнулась с черепашками-ниндзя, которые спасли её от роботов Стокмана. В благодарность за спасение своей жизни Эйприл поклялась не раскрывать тайну их существования и помогла им проникнуть в лабораторию Стокмана, чтобы отключить маузеров.
Впоследствии она открыла антикварный магазин, принадлежащий её отцу, а также познакомилась с ещё одним другом черепах среди людей, Кейси Джонсом, с которым у неё сложились романтические отношения. Когда черепашки были вынуждены жить в её доме, на них напали ниндзя клана Фут со Шреддером. Эйприл отказалась бросить в беде братьев и их учителя Сплинтера, которые стали для неё семьёй. Им удалось спастись из взорвавшегося магазина благодаря прибывшему Кейси, который предоставил им убежище в загородном доме своей бабушки. По возвращении в Нью-Йорк, Эйприл помогла черепашкам и Сплинтеру пробраться в здание Шреддера, а затем и в здание TCRI, во время поисков Сплинтера, и в их последующей эвакуации, когда здание окружили военные. После некоторого времени проживания в логове черепах Эйприл, в конечном итоге, удалось открыть новый антикварный магазин, получив вознаграждение за сдачу украденных сокровищ в серии «Возвращение Нано». В этом же эпизоде Эйприл и Кейси фактически начали свои отношения. Кроме того, она начала тренироваться со Сплинтером, став квалифицированной куноити. Некоторое время спустя, Эйприл, наряду с Кейси, руководила группой людей во время вторжения Трицератонов. В финале 3 сезона Эйприл помогла черепашкам и Сплинтеру в саботировании отбытия Шреддера в космос. В 5 сезоне она обеспечила сбор союзников и противников черепах в их старое убежище.  В 6 сезоне черепашки попали в 2105 год, где познакомились с Коуди Джонсом, потомком Эйприл и Кейси. В финале 7 сезона и всего мультсериала состоялась свадьба Эйприл и Кейси, где все их друзья и союзники помогли остановить Кибер Шреддера.
В полнометражном мультфильме «Черепашки навсегда», послужившим эпилогом мультсериала, Эйприл участвовала в отражении нападения мутантов Шреддера и клана Фут на Нью-Йорк.

### Мультсериал 2012 года
Мэй Уитман озвучила Эйприл О'Нил в мультсериале 2012 года. В отличие от предыдущих версий, здесь Эйприл представлена как 16-летний подросток, обладающая исключительно сильными экстрасенсорными способностями, которые ей удалось развить на протяжении всего сериала. В дальнейшем выяснилось, что она была наполовину человеком, наполовину мутантом Крэнгом, поскольку её мать была похищена Крэнгом и подвергалась эксперименту ещё до её рождения.

### Мультсериал 2018 года
В мультсериале 2018 года Эйприл озвучила Катерина Грэм. Здесь она является афроамериканкой по происхождению.

## Кино
В «Черепашки-ниндзя» 1990 года Эйприл сыграла Джудит Хоаг. Она работает на 3-м канале под руководством Чарльза «Чака» Пеннингтона. Эйприл проводит расследование загадочных краж в Нью-Йорке, виновные в которых бесследно исчезли. Однажды ночью, уходя с работы, к ней пристают воры-подростки, связанные с кланом Фут, но её спасают появившиеся черепашки. Эйприл обнаруживает и забирает потерянный сай Рафаэля, который затем следует за ней, чтобы забрать оружие, и снова спасает её, когда на неё нападает группа ниндзя клана Фут в метро. Эйприл теряет сознание, пытаясь отбиться от них сумочкой. Рафаэль относит её в канализационное логово черепах. Несмотря на первоначальный страх перед ними, со временем Эйприл становится другом мутантов и даже позволяет им остаться в своей квартире после того, как клан Фут обнаружил и разрушил их канализационное жилище. Впоследствии Эйприл увольняют с работы, а Фут-ниндзя вновь нападают на черепах в антикварном магазине, побуждая Эйприл, черепах и Кейси Джонса отправиться в загородный дом семьи последнего. Эйприл начинает вести дневник, в котором описывает свой вынужденный творческий отпуск, а также рисует наброски черепах. На отдыхе, Эйприл развивает романтические отношения с Кейми. После поражения Шреддера и восстановления на работе, Эйприл просит Кейси поцеловать её.
В фильме «Черепашки-ниндзя II: Тайна изумрудного зелья» 1991 года Пейдж Турко заменила Хоаг в роли Эйприл. По сюжету, она предоставляет черепашкам и Сплинтеру место для проживания после разрушения их логова в предыдущем фильме и помогает им исследовать компанию, ответственную за мутаген, который превратил черепах в мутантов. Пейдж вновь сыграла Эйприл в картине «Черепашки-ниндзя III» 1993 года. Она перемещается в феодальную Японию, отчего черепашкам приходится последовать вслед за ней в прошлое, чтобы спасти её.
Сара Мишель Геллар озвучила Эйприл в полнометражном мультфильме 2007 года. Она и Кейси состоят в романтических отношениях и работают в судоходной компании. Эйприл находит Леонардо в центральной части Америки и убеждает его вернуться домой. Эйприл находит артефакты для Макса Винтерса, магната из Нью-Йорка. По версии фильма она предстаёт археологом. В какой-то момент она прошла обучение боевым искусствам у Сплинтера и приобрела жёлтый костюм с доспехами. Навыки Эйприл позволяют ей сражаться один-на-один с опытной куноити Караи. В финале, Эйприл, Кейси, черепашки и Сплинтер совершают набег на логово Макса Винтерса. Также Эйприл и Кейси помогают Караи и клану Фут с поимкой 13 монстра.
В фильме-перезапуске «Черепашки-ниндзя» 2014 года Эйприл сыграла Меган Фокс. Как и в мультсериале 1980-х годов, она представлена как бесстрашный репортёр 6-го канала, готовая пойти на всё в поисках сенсации. Из-за этого у большинства коллег, в том числе у своей начальницы Бернадетт Томпсон, она имеет репутацию ненормальной. В начале фильма она становится свидетельницей быстрой победы черепашек над кланом Фут и начинает искать правду о них. В итоге Томпсон, сочтя её сумасшедшей, увольняет её, но Эйприл не сдаётся. Она узнаёт, что раньше черепашки и Сплинтер были её домашними питомцами, которым она дала имена, а мутантами они стали в результате экспериментов её отца и учёного Эрика Сакса, который оказался учеником Шреддера. Клан Фут выследил Эйприл по её телефону, когда она пришла в дом черепашек, и героям пришлось защищаться. В итоге Лео, Донни и Майки похищают, и Эйприл с Рафаэлем, прихватив Вернона, отправляются их спасать. Вскоре им это удаётся, и они возвращаются в Нью-Йорк, чтобы окончательно сорвать планы Шреддера. В башне Сакса Эйприл и Вернон вступают с ним в схватку и выясняется, что именно Сакс в ночь исчезновения черепашек застрелил отца Эйприл. Они вырубают Сакса, Эйприл забирает контейнер с мутагеном и поднимается, чтобы помочь Черепашкам победить Шреддера. В финале, после гибели злодея, Эйприл возвращается на работу и решает не открывать миру правду о черепашках, ставших ей друзьями. Фокс повторила роль в сиквеле 2016 года. За роль Эйприл Фокс была удостоена антипремии «Золотая малина» как худшая актриса второго плана.

## Видеоигры
В видеоиграх Teenage Mutant Ninja Turtles 1989 года, Teenage Mutant Ninja Turtles 1990 года, Teenage Mutant Ninja Turtles: Fall of the Foot Clan 1990 года, Teenage Mutant Ninja Turtles: The Manhattan Missions 1991 года, Teenage Mutant Ninja Turtles II: Back from the Sewers 1991 года, Teenage Mutant Ninja Turtles III: The Manhattan Project 1991 года и Teenage Mutant Ninja Turtles: Tournament Fighters 1993 года Эйприл предстаёт как девушка в беде, которую предстоит спасти главным героям.
В игре Teenage Mutant Ninja Turtles IV: Turtles in Time Эйприл ведёт репортаж с острова Свободы. В Teenage Mutant Ninja Turtles: The Hyperstone Heist 1992 года Эйприл ведёт репортаж с острова Эллис.
Вероника Тейлор озвучила Эйприл во всех играх, основанных на мультсериале 2003 года: Teenage Mutant Ninja Turtles 2003 года, Teenage Mutant Ninja Turtles 2: Battle Nexus 2004 года, Teenage Mutant Ninja Turtles 3: Mutant Nightmare 2005 года и Teenage Mutant Ninja Turtles: Mutant Melee 2005 года. Также она озвучила Эйприл в Teenage Mutant Ninja Turtles: Smash-Up 2009 года.
Также Эйприл является одной из игровых персонажей в мобильной игре Teenage Mutant Ninja Turtles Legends 2016 года, Nickelodeon All-Star Brawl 2021 года и Teenage Mutant Ninja Turtles: Shredder’s Revenge 2022 года.

## Товары
В 1989 году Playmates выпустила фигурки по мультсериалу 1987 года, одной из которых была Эйприл О’Нил. В 2021 году NECA выпустила фигурку Эйприл на основе версии фильма 1990 года.

## См. Также
- Джин Грей